# Pierre-Luc Brillant
Pierre-Luc Brillant  (ur. 29 stycznia 1978 w Mont-Saint-Hilaire) – kanadyjski aktor filmowy i telewizyjny.
Swoją karierę rozpoczął w wieku dwunastu lat w serialu Opowieści dla wszystkich (Conte pour tous Tirelire, 1990). Później zaczął występować w produkcjach telewizyjnych takich jak Klub 100 watów (Le club des 100 watts), Zap i Sierociniec Duplessis (Les orphelins de Duplessis). Studiował filozofię i psychoanalizę oraz uczył się gry na gitarze w Conservatoire de Musique w Montrealu. Debiutował na dużym ekranie w filmie Pamiętnik życia intymnego po miłość (La vie après l'amour, 2000). Rola Raymonda Beaulieu w dramacie C.R.A.Z.Y. (2005) przyniosła mu nominację do nagrody Jutra. Był gitarzystą w humorystycznej grupie Les Batteux Slaques.

## Wybrana filmografia

### filmy fabularne
- 1992: Benoit i spółka (Tirelire Combines & Cie) jako Charles
- 1997: Matuzalem 2 (Matusalem II: le dernier des Beauchesne) jako Bernard Picard
- 2005: C.R.A.Z.Y. jako Raymond Beaulieu (21 lat)
- 2008: Borderline jako Mikael Robin
- 2009: Anioł nad morzem (Un ange à la mer) jako Pierre